# Kalamondin
A kalamondin (× Citrofortunella microcarpa) Ázsiában honos, a rutafélék (Rutaceae) családjának citrusformák (Citroideae) alcsaládjába tartozó növényfaj.

## Leírása
A kalamondin bokor vagy kisebb fa, amely 3–6 méter magasra nő. A levélnyél szárnyszerű függelékei, illetve a fehér vagy lilás virágok jellemzőek rá. Gyümölcse kis, kerek limera hasonlít, átmérője általában 25–35 mm, de néha 45 mm is lehet. A gyümölcs vékony, könnyen hámozható héja bőrszerű vagy szivacsos, húsa puha, szaftos gerezdekre osztott.

## Elterjedése
Fagyérzékenysége folytán a trópusi és szubtrópusi területeken honos. Széles körben termesztik a Fülöp-szigeteken, Malajziában és a szomszédos, Indonézia északi részéhez tartozó területeken.
Észak-Amerikában elsősorban dísznövényként ültetik kertekbe, cserepekbe; a gyümölcsök érésekor különösen látványos.

## Fordítás
Ez a szócikk részben vagy egészben  a   Calamondin című angol Wikipédia-szócikk ezen változatának fordításán alapul.  Az eredeti cikk szerkesztőit annak laptörténete sorolja fel. Ez a jelzés csupán a megfogalmazás eredetét és a szerzői jogokat jelzi, nem szolgál a cikkben szereplő információk forrásmegjelöléseként.